# エンザスタウリン
エンザスタウリン (Enzastaurin、開発コードLY-317615) は、潜在的抗がん活性を有する合成ビスインドリルマレイミドの一つである。ATP結合部位に結合することによって、エンザスタウリンは血管内皮細胞増殖因子 (VEGF) 刺激による血管新生の誘導に関与している酵素であるプロテインキナーゼCβを選択的に阻害する。この化合物は腫瘍への血液供給を減少させることによって成長を妨げると考えられる。
2013年、リンパ腫に対する第III相試験が失敗したことを受けて、開発が中止された。